# Hans Georg Schütz
Hans Georg Schütz (* 2. März 1912 in Stettin; † 5. Juni 1976 in Hemmoor) war ein deutscher Bandleader, Tanz- und Jazzmusiker sowie Komponist. Er war bis zu seinem Tod verheiratet mit Liselotte Schütz die auch als Texterin unterstützte. Er hatte einen Sohn Hans-Peter und eine Enkeltochter.

## Leben und Wirken
Der Pianist und Akkordeonist wurde während seines Mathematikstudiums in Greifswald und Rostock Mitglied der Sängerverbindung Gotia Greifswald im SV. Um sich das Studium zu finanzieren, gründete er mit anderen Studenten ein Orchester, in dem er Klavier, Saxophon und Akkordeon spielte. Im Jahr 1936 komponierte er das Lied „Der Glaube an Hitler soll sieghaft uns tragen“, das seinen Text von Kurt Burgemeister erhielt. Seinen Beruf als Mathematiklehrer übte er bis 1938 aus, um dann seiner Leidenschaft als Musiker nachzugehen. Er ging nach Berlin und gründete dort „Die lustigen Dorfmusikanten“. Mit dieser auf volkstümliche Musik spezialisierten Kapelle trat er in Rundfunksendungen auf und spielte Schallplatten ein. Er etablierte sich als Liedkomponist und gründete als Quereinsteiger in der Swing-Szene seine eigene Big Band. Dieser Formationstyp und die nun dargebotene Musik ermöglichte es ihm, auch das jüngere und junge Publikum für sich gewinnen.
Von 1938 bis 1944 war das „Hans Georg Schütz Tanzorchester“ für die Deutsche Grammophon tätig. Er komponierte nun vielfach swingende Tanzmusik. Insbesondere nach 1940 stieg Schütz in die führende Liga der deutschen Tanz- und Swing-Orchester auf. Neben Interpretationen internationaler Swing-Standards spielte er auch Hot-Stücke seiner Bandmitglieder wie von dem Jazzpianisten Franz Mück (Mai 1941) oder von dem Tenorsaxophonisten Karl-Maria Keller (Januar 1943) ein und interpretierte Stücke anderer in Deutschland tätiger Komponisten wie die des Gitarristen Meg Tevelian. Bekannt waren seine insbesondere nach Kriegsbeginn teils stark swingenden Interpretationen deutscher und internationaler Schlager, bei denen unter anderem Rudi Schuricke den Gesangspart übernahm. Zum allgemeinen Repertoire eines damaligen Tanzorchesters gehörten auch die vielgefragten Einspielungen diverser Tango- und Rumba-Arrangements. Er versuchte mit seiner auf Platte erschienenen Musik häufig den steilen Grad zwischen im Dritten Reich angepasster, „erlaubter“ und moderner Tanzmusik amerikanischer Prägung zu gehen. Schütz wurde 1943 zur Wehrmacht eingezogen und der Truppenbetreuung zugeteilt. In dieser Funktion leitete er das Orchester des Soldatensenders Belgrad. Die bekannteste „heiße“ Aufnahme mit dem Hans Georg Schütz Tanzorchester stammt vom Juli 1944 und ist eine unter dem Namen „Der schwarze Panzer“ erschienene und vom Tiger Rag inspirierte Nummer. Auf der A-Seite dieser Platte findet sich ein weiteres Hot-Stück, „Heiße Tage“ von Kurt Dörflinger. Die Aufnahmen erschienen als Kriegspressung noch im selben Jahr auf Polydor und wurde nach dem Krieg mehrfach neu aufgelegt.
Nach 1945 kehrte der Musiker in sein ursprüngliches Metier, den volkstümlichen Schlager, zurück und leitete bis in die 60er Jahre sein Orchester. Schütz hatte ein gutes Gespür für die jeweils aktuellen musikalischen Moden und das deutsche Publikum der Nachkriegszeit war vom volkstümlichen Schlager begeistert. Von Schütz stammt auch die Musik zu Greetje Kauffelds Schlager Jeden Tag, da lieb ich dich ein kleines bisschen mehr. Außerdem komponierte und arrangierte er einige Filmmusiken.

## Kompositionen (Auswahl)

### 1951
- Sei doch nicht immer gleich böse

### 1952
- Die Affenschande, Foxtrot, Text: Peters-Arnolds (Pseudonym, eigentlich Henry Peters)[9]
- Schildbürgerstreiche, Polka (Musik und Arrangement)[9]
- Sieben kleine Knüllerchen, Foxtrot (Musik und Arrangement)[9]
- Das Storchennest, Foxtrot, (Musik und Arrangement)[9]
- Soldat aus Schokolade, Foxtrot, Text: Teddy Baer (Pseudonym)[9]

## Filmografie
- 1936: Diener lassen bitten (Darsteller, Musik-Ausführung)
- 1939: Tee zu zweien (Musik, Musikalische Leitung)
- 1941: Männerwirtschaft (Musik, Musikalische Leitung, Gesang)
- 1942: Die Erbin vom Rosenhof (Musik)
- 1946: Allez Hopp (Musik)
- 1949: Krach im Hinterhaus (Musik)

## Dokumente
- Autographe von Hans Georg Schütz befinden sich im Bestand des Musikverlages Sikorski im Sächsischen Staatsarchiv Leipzig.